# يوروكوبتر إيه إس 365 دوفين
يوروكوبتر إيه إس 365 دوفين (بالإنجليزية: Eurocopter AS365 Dauphin)‏ هي مروحية أنتجت في 1975. من صناعة إيروسباسيال (أصلا) ثم أصبحت (لاحقا) يوروكوبتر. كان أول طيران لها في 24 يناير 1975. دخلت الخدمة في 1978، ومازالت في الخدمة حتى الآن. وسعر الطائرة الواحدة منها هو <10M, €7.5M دولار يورو. يوروكوبتر SA 365/AS365 دوفين 2 (دولفين) هي متوسطة الوزن متعددة الأغراض مروحية ذات محركين صنعت في الأصل من قبل ايروسباسيال، في وقت لاحق من قبل يوروكوبتر . وقد وضعت العديد من الاختلافات الرئيسية للدوفين ودخلت الإنتاج، بما في ذلك المنحى العسكري يوروكوبتر النمر، وHH/MH-65 دولفين، وأنتجت الصينية هاربين Z-9 وتحسين يوروكوبتر EC155.

## مواصفات (AS365 N3)
البيانات من {Eurocopter.com}
الخصائص العامة
- طاقم: 1 or 2 pilots
- سعة: 11 or 12 passengers
- طول: 13.73 م (45 قدم 1 بوصة)
- ارتفاع: 4.06 م (13 قدم 4 بوصة)
- الوزن فارغة: 2,411 كـغ (5,315 رطل)
- وزن الإقلاع الأقصى: 4,300 كـغ (9,480 رطل)
- محركات: 2 × Turboméca Arriel 2C turboshaft, Take-off Power, 625 كـو (838 حصان) الواحد
- قطر الدوار الرئيسي:  11.94 م (39 قدم 2 بوصة)
- مساحة الدوار الرئيسي: 111.98 م2 (1,205.3 قدم2)

أداء
- السرعة القصوى: 306 كم/س (190 ميل/س؛ 165 عقدة)
- سقف الخدمة: 5,865 م (19,242 قدم)
- معدل الصعود: 8.9 م/ث (1,750 قدم/د)